# Margaret Hamilton (actrice)
Margaret Brainard Hamilton (Cleveland, 9 december 1902 – Salisbury, 16 mei 1985) was een Amerikaanse actrice. Ze is vooral bekend vanwege haar rol als de Wicked Witch of the West in The Wizard of Oz.

## Biografie

### Vroege jaren
Margaret Hamilton was de dochter van Walter J. Hamilton en Jennie Adams. Haar ouders wilden dat ze lerares werd en daardoor studeerde ze aan de Wheelock Kindergarten Training School in Boston. Tijdens haar studie speelde ze mee in een productie van Little Women. Na het voltooien van haar studie keerde ze terug naar Cleveland waar ze ging doceren aan de Hough Elementary School. In 1922 verhuisde Hamilton naar New York om daar te gaan doceren, maar werd daar ook door het theater aangetrokken.

### Acteercarrière
Wederom keerde Hamilton terug naar Cleveland en ditmaal ging ze werken bij het theatergezelschap Cleveland Play House. In deze periode leerde ze ook landschapsarchitect Paul Meserve kennen met wie ze op 13 juni 1931 trouwde. Arthur Beckworth ontdekte haar als acteertalent bij het zien van een opvoering van het toneelstuk The Hallams. Beckworth maakte van de Broadway-versie, Another Language, een film waarin hij Hamilton castte. Met deze film maakte ze haar debuut in Hollywood.
Vanwege haar herkenbare profiel speelde ze nooit echt diverse rollen; vaak kreeg ze de rol toebedeeld van tante of die van een vrijster. Een van haar bekendste rollen was die van de Wicked Witch of the West in The Wizard of Oz. Tijdens de opnames van haar scenes moest Hamilton zelf een van haar stunts doen. Hierbij liep ze tweede- en derdegraads brandwonden op en belandde ze in het ziekenhuis.
Haar rol als de Wicked Witch zorgde voor een verdere typecasting van Hamilton. In totaal speelde ze in meer dan 75 films en toneelstukken. Daarnaast had ze ook met enige regelmaat gastrollen op de televisie en deed ze commercials. Zo trad ze ook als de Wicked Witch op in een aflevering van Sesame Street, maar deze aflevering zou na de aanvankelijke vertoning niet meer herhaald worden omdat deze te eng was voor kinderen.

### Latere leven
Tegen het einde van haar acteercarrière werd Hamilton actiever in het onderwijs. Zo doceerde ze op een zondagsschool in de jaren 1950 en 1979 gaf ze een lezing bij de Universiteit van Connecticut over kinderliteratuur. Hamilton woonde lange tijd in Manhattan en verhuisde op latere leeftijd naar Millbrook (New York). Ze ontwikkelde een vorm van de Ziekte van Alzheimer en stierf op 82-jarige leeftijd aan een hartaanval.

## Filmografie (selectie)

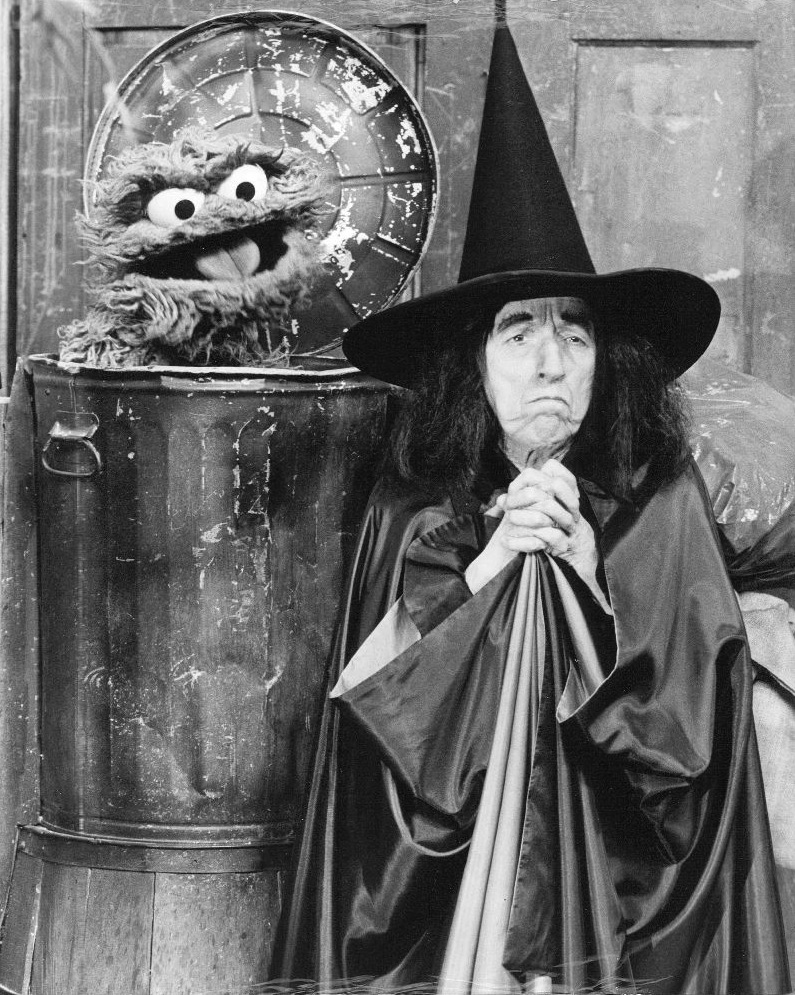
Margaret Hamilton als de Wicked Witch samen met Oscar Mopperkont in de beruchte aflevering van Sesame Street.

- 1933: Another Language als Helen Hallam
- 1934: Broadway Bill als Edna
- 1935: The Farmer Takes a Wife als Lucy Lurget
- 1936: These Three als Agatha
- 1937: You Only Live Once als Hester
- 1938: A Slight Case of Murder als Mrs. Cagle
- 1939: The Wizard of Oz als de Wicked Witch of the West
- 1940: The Invisible Woman als Mrs. Jackson
- 1942: The Affairs of Martha als Guinevere
- 1947: Dishonored Lady als Mrs. Geiger
- 1948: State of the Union als Norah
- 1950: Wabash Avenue als Tillie Hutch
- 1960: 13 Ghosts als Elaine Zacharides
- 1965-1966: The Addams Family als Hester Frump
- 1970: Brewster McCloud als Daphne Heap
- 1972: Journey Back to Oz als tante Em
- 1979-1982: Lou Grant als Thea Taft